# Brasílio Augusto Machado de Oliveira
Brasílio Augusto Machado de Oliveira (São Paulo, 4 de setembro de 1848 — São Paulo, 5 de março de 1919) foi um advogado, professor e político brasileiro.
Foi presidente da província do Paraná, de 22 de agosto de 1884 a 21 de agosto de 1885.

## Carreira
Brasílio Augusto de Machado Oliveira' nasceu em São Paulo em 4 de setembro de 1848, filho do brigadeiro José Joaquim Machado de Oliveira. Em sua cidade natal realiza todos os estudos, iniciando-os em 1857. Em 1859 entra para o Seminário Episcopal e em 1868 inicia a Faculdade de Direito de São Paulo, onde se bacharelou em ciências jurídicas e sociais, em 6 de novembro de 1872.
Em 1873 foi indicado para promotor público na cidade de Piracicaba, cargo este que exerceu por três anos. Em 1879 é o novo inspetor do Tesouro Providencial Paulista, porém, por poucos meses, pois neste mesmo ano obtém nova indicação, agora para o cargo de secretário do Tribunal da Relação de São Paulo.
Além dos cargos exercidos na administração do estado, Dr. Brasílio ganhou concurso para professor substituto da Faculdade de Direito, a mesma em que foi aluno distinto, em 1883, ficando nesta ocupação até sua transferência para a província do Paraná, em 1884. Retoma sua vida acadêmica em 1890 como professor de filosofia do direito e em 1891 na cadeira de direito comercial. Em 1895 torna-se membro do Conselho de Instrução Pública de São Paulo e em 1911 assume a presidência do Conselho Superior de Ensino da República, ficando neste cargo até 1919.
Seguindo os passos do seu pai, além de presidente de província, pois seu genitor também assumiu as províncias do Pará, Alagoas, Santa Catarina e do Espírito Santo, Dr. Machado de Oliveira foi membro de institutos culturais e academias, sendo um dos fundadores da Academia Paulista de Letras, do Instituto Histórico de São Paulo e da Federação Católica. Pela sua dedicação e fé religiosa, o papa Leão XIII o distinguiu com a cruz Pro Ecclesia et Pontifice e Pio X concedeu o título de Barão.
Na juventude escreveu contos e folhetins sob o pseudônimo de Júlio D’Alva e já como professor fez alguns trabalhos sobre poesia popular que foram divulgados no Almanaque Literário.
Com visão e doutrina liberal o Dr. Brasílio Machado filia-se ao partido de situação em 1876 e candidatou-se a deputado provincial nos pleitos de 1877 e 1881, fracassando em ambas. Em 29 de junho de 1884 recebe carta imperial convidando-o a assumir a presidência da província do Paraná, por indicação de seu colega e amigo, professor José Bonifácio de Andrada e Silva.

### Governo do Paraná
Dr. Brasílio Machado atende a nomeação imperial e assume a presidência da província do Paraná, prestando juramento na câmara municipal da capital, Curitiba, em 21 de agosto de 1884.
Em 15 de setembro assistiu à abertura da sessão ordinária da Assembléia Provincial, apresentando o relatório inicial de seu governo e indicou o problema do Paraná naquele momento: dificuldade financeira gerada pela acentuada queda da exportação da erva-mate, principal riqueza da província. Tão precário é o estado das finanças provinciais que este não permite o pagamento regular dos vencimentos dos funcionários públicos.
Apesar das dificuldades financeiras e da crise ervateira, a administração de Brasílio Machado é marcada por obras e ações fundamentais para o Paraná, como por exemplo:
- Recomeço da construção da catedral de Curitiba, futura Catedral Basílica Menor de Nossa Senhora da Luz;
- Lançamento do projeto de abastecimento de água potável da capital;
- Intensificação da imigração, promovendo a criação de núcleos coloniais;
- Efetua mil e dezessete alforrias, em todo o seu mandato, reduzindo a menos de 5.000 o total de escravos em todo o território do Paraná;
- Inaugura, em 28 de setembro] de 1884, a Escola Oliveira Belo e determina que em sua administração realize total esforço pela obrigatoriedade do ensino primário nas principais cidades da província.

Entre todas as ações do seu governo podemos destacar a mais importante como sendo a conclusão e a inauguração, em 2 de fevereiro de 1885, da estrada de ferro Paranaguá-Curitiba.
Significativa obra para o desenvolvimento da Paraná, a estrada teve, em seus festejos inaugurais, a presença ilustre de cidadãos e autoridades como o ministro da agricultura, Antonio Cândido da Rocha, a Princesa Isabel e seu esposo, o Conde d’Eu e vários autoridades locais, nacionais e convidados estrangeiros. O baile, promovida pelo Dr. Brasíllio no Clube Curitibano foi destaque na imprensa da capital brasileira.
Em 21 de agosto de 1885 Brasílio Machado passou o governo ao vice-presidente, Antônio Alves de Araújo, seu amigo e correligionário e retorna ao seu estado natal em 4 de setembro. Sua saída repentina do cargo de presidente deve-se, em parte, a problemas com alguns ex-secretários do governo do Paraná aos quais Dr. Brasílio veio a destituí-los e a forte campanha da oposição conservadora paranaense que enfraqueceu a sua gestão.

### Falecimento e Homenagens
No início de 1919 o Dr. Brasílio ocupava a presidência do Conselho Superior de Ensino, na capital do país, quando pede afastamento e retornar a São Paulo para tratamento médico. Brasílio Machado faleceu na manhã da quarta-feira de cinzas, dia 5 de março de 1919, em sua cidade natal, aos 70 anos e 6 meses, deixando filhos, entre estes, José de Alcântara Machado de Oliveira, que também se dedicou a política e as letras, sendo o biógrafo do pai.
Pela sua dedicação ao ensino público são várias as homenagens ao Dr. Brasílio, como escolas em São Paulo e na cidade de Antonina, Paraná, bem como, a Rua Dr. Brasílio Machado, na capital paulista.